# 酰基甘油酮磷酸还原酶
酰基甘油酮磷酸还原酶（英語：acylglycerone-phosphate reductase，EC 1.1.1.101 （页面存档备份，存于）），是一种以NAD+或NADP+为受体、作用于供体CH-OH基团上的氧化还原酶。这种酶能催化以下酶促反应：
1-棕榈酸甘油3-磷酸 + NADP+ {\displaystyle \rightleftharpoons } 棕榈酸甘油酮磷酸 + NADPH + H+
酰基甘油酮磷酸还原酶主要参与甘油磷脂和醚酯（ether lipid）的代谢过程。这种酶也能作用于烷基甘油酮3-磷酸和烷基甘油3-磷酸。对啮齿类动物肝脏细胞的研究表明，这种酶大约有三分之二位于细胞的过氧化物酶体，其余位于微粒体。酰基甘油酮磷酸还原酶仅能在高离子强度的溶液中、在NADPH存在下由洗涤剂溶解。